# Hugershoff Cove
Die Hugershoff Cove ist eine Bucht an der Danco-Küste des Grahamlands im Norden der Antarktischen Halbinsel. Sie liegt 3 km nordwestlich der Beaupré Cove in der Wilhelmina Bay. Ihr Ostufer wird durch die Poblete-Halbinsel gebildet. 
Erstmals kartiert wurde sie bei der Belgica-Expedition (1897–1899) unter der Leitung des belgischen Polarforschers Adrien de Gerlache de Gomery. Das UK Antarctic Place-Names Committee benannte sie 1960 nach dem deutschen Geodäten Carl Reinhard Hugershoff (1882–1941), einem Pionier der Photogrammetrie.